# 桂天祥
桂天祥（1533年—1578年），字子興，號巽川，江西撫州府臨川縣人，民籍，明朝政治人物。

## 生平
嘉靖四十年（1561年）辛酉科江西鄉試第六十四名舉人。嘉靖四十四年（1565年）中式乙丑科會試第一百九十九名，三甲第一百六十一名進士。都察院观政，本年八月授祁门知县，隆慶二年（1568年）六月行取，九月升兵部主事，四年十二月改山西道御史，巡按山西，万历二年（1574年）五月巡按山东，八月升大名知府，六年三月卒。

## 家族
曾祖桂正昱；祖父桂洪；父桂璉，累封御史；母駱氏，封孺人。兄天錫（庠生）、弟天庆（侯门教读）、天民（庠生）、天文。